# 17126 Sophiawang
17126 Sophiawang este o planetă minoră (asteroid), cu un diametru de 7,054 km, din centura de asteroizi. A fost descoperită pe 12 mai 1999 la Experimental Test Site⁠(d) de Lincoln Near-Earth Asteroid Research. 
Obiectul prezintă o orbită caracterizată de o semiaxă mare de 2,7581827 UAi, o excentricitate de 0,08, o înclinație de 5,94056 ° în raport cu ecliptica.